# 劉傳來
劉傳來（1900年2月19日—1985年6月21日），台灣醫學家、政治人物，嘉義番路人，台北帝國大學醫學博士，專業是眼科學。

## 家世
傳來祖父劉瑞玉是台灣客家人，從雲林古坑到大阿里山區的番路庄公田（庄內的1個聚落，台灣日治時期設公田大字）做生理，店號是合成本店，父親劉闊繼承家業，因能說流利的臺語、台灣客家話、鄒語而出任清帝國台南府阿里山理蕃通事（當時職稱），日本治台后，任公田甲長（類似現在的鄰長）、番路（現在的嘉義縣番路鄉）庄長（1931年到1935年，類似現在的鄉長）、台南州嘉義郡街庄協議會員（1935年任番路庄選區官選會員，1939年任番路庄選區民選會員，類似現在的鄉民代表）。
劉闊有子劉傳能、劉傳來、劉傳明（在白色恐怖中被抓捕關押）。
劉傳來為了救入獄的弟弟劉傳明，因此策反廖文毅回臺；二兄劉傳能也是因此策反台獨人士。
劉傳來育有四子，長子劉榮顯為日本大學醫學博士，在臺北市開設眼科診所。

## 生平
劉傳來在番路庄出生長大，1923年畢業於台灣總督府台北醫學專門學校，1924年任台灣總督府澎湖醫院（現衛生福利部澎湖醫院）醫官補，1925年到日本進修醫學，1926年回台，在台南州嘉義街（1930年改嘉義市）開設民營振山眼科醫院（即今日嘉義市中正路361號），擔任院長；其父劉闊曾在嘉義街開金振山商行。
1938年入台北帝國大學眼科學教授茂木宣門下，在茂木博士指導下攻讀研究生學業，1945年與邱林淵等同門得到台北帝國大學醫學博士學位，博士論文〈高山族近視之研究〉。
1945年11月30日，國民政府完成台南州立嘉義農林學校接收工作，改校名台灣省立嘉義農業職業學校（就是后來的國立嘉義農業專科學校和國立嘉義大學新民校區及蘭潭校區），劉傳來做了首任校長。
1946年3月24日當選市民直選的嘉義市參議會參議員，1946年4月15日當選市參議會參議員互選的台灣省參議會第1屆參議員。
1950年12月20日，時任國立臺灣大學校長傅斯年在省參議會備詢（早期台大經費由省庫支應）時中風昏倒，劉傳來緊急為其急救。
1951年台灣省參議會解散后，當選市民直選的第1屆、第2屆省議員、國民大會代表。